# Les Planches (Deauville)
Pour les articles homonymes, voir Les Planches.
Les Planches sont une promenade des plages de Deauville, dans le Calvados en Normandie. Elles sont inscrites au titre des monuments historiques avec l'établissement de bains dont les « bains pompéiens » depuis le 11 juin 2019,.

## Géographie
La promenade longe la plage de Deauville sur toute sa longueur. Elle commence, à l'est, à Port Deauville, pour s'achever à l'ouest, à la limite avec Tourgéville.

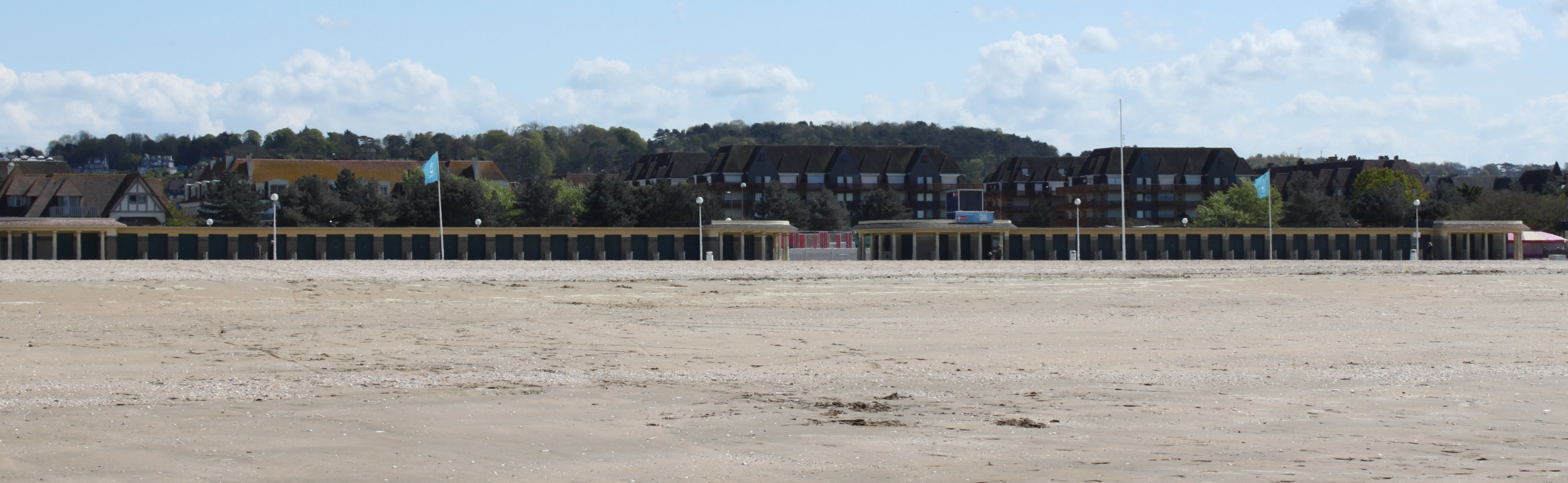

## Caractéristiques
Cette longue terrasse en bois (boardwalk, en anglais) est constituée de planches en bois d'une surface de 656 m de long, sur 7 m de large, composées de soixante-quatre lattes posées côte à côte. Un prolongement d'une soixantaine de mètres est réalisé à l'est pendant l'hiver 2022, côté Port Deauville. À l'opposé, côté ouest, la promenade est prolongée d'une partie en dalles, qui va jusqu'à Tourgéville et se poursuit jusqu'à Bénerville-sur-Mer.

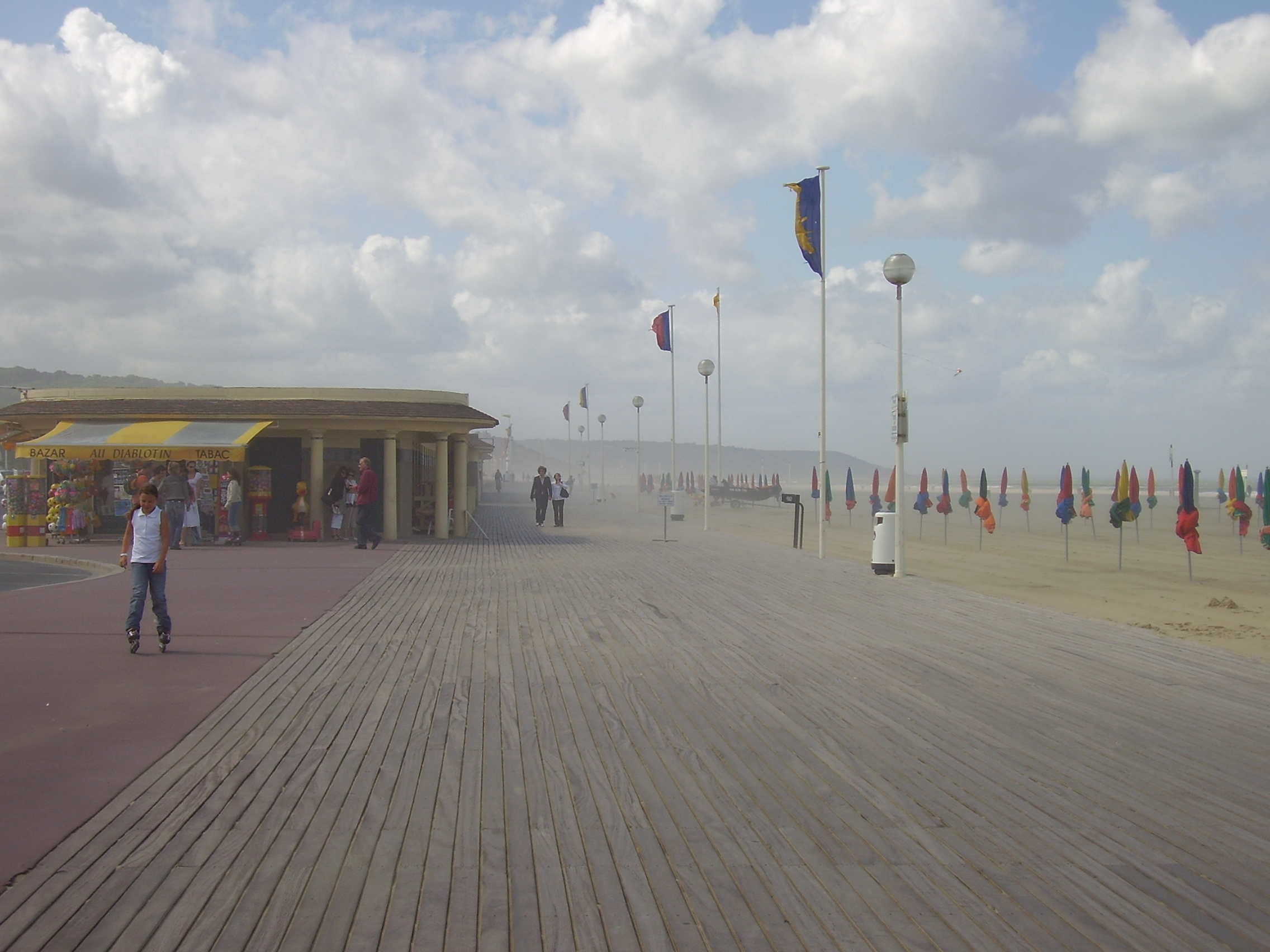
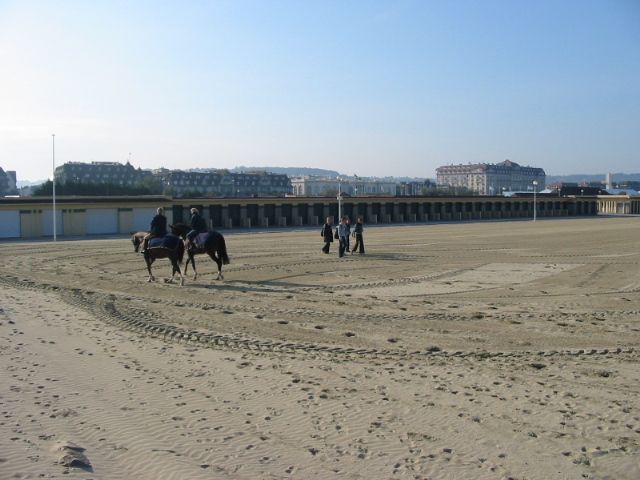
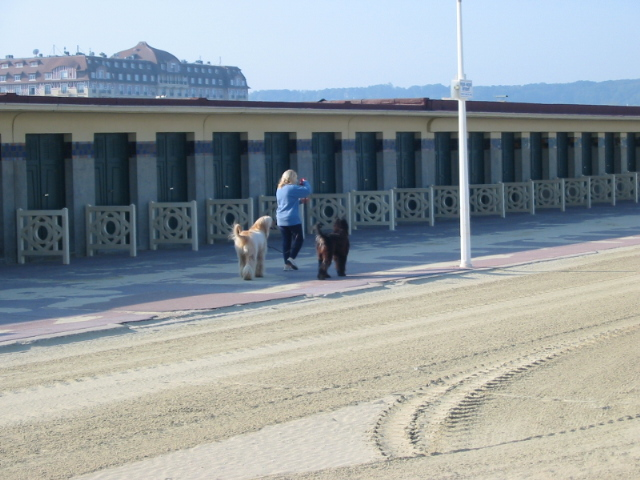

Les planches sont fabriquées en bois d'azobé imputrescible (du Cameroun, du Gabon, ou de la Côte d'Ivoire, essence très dure et très lourde, dont la densité est comprise entre 0,90 et 1,10 à l'état sec et de 1,3 à l'état vert).

Plage des Planches de Deauville
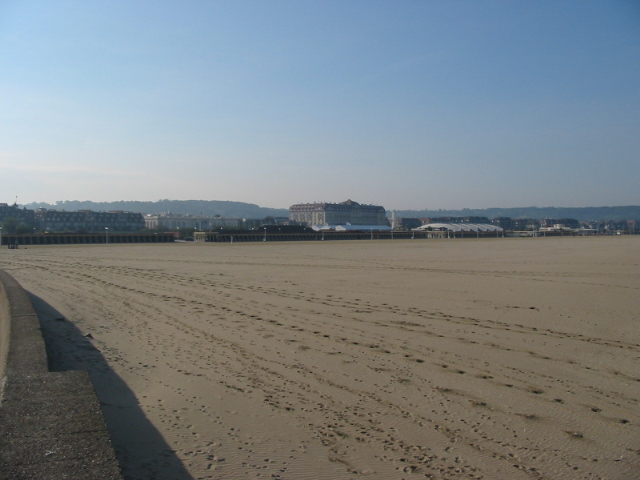
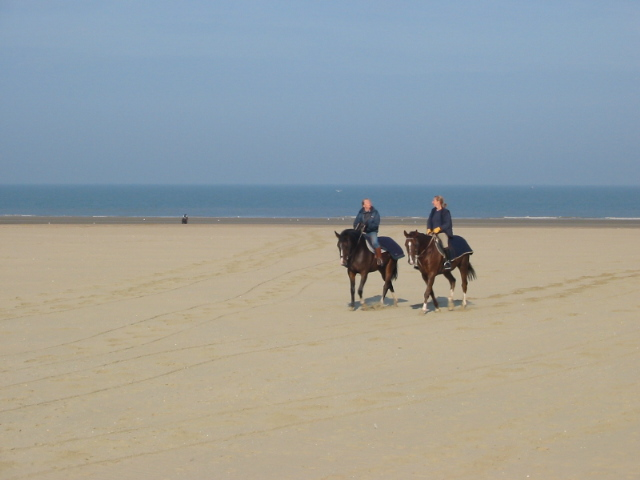
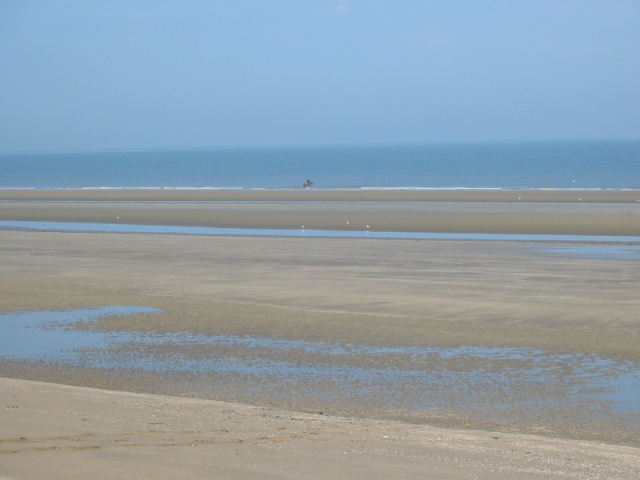
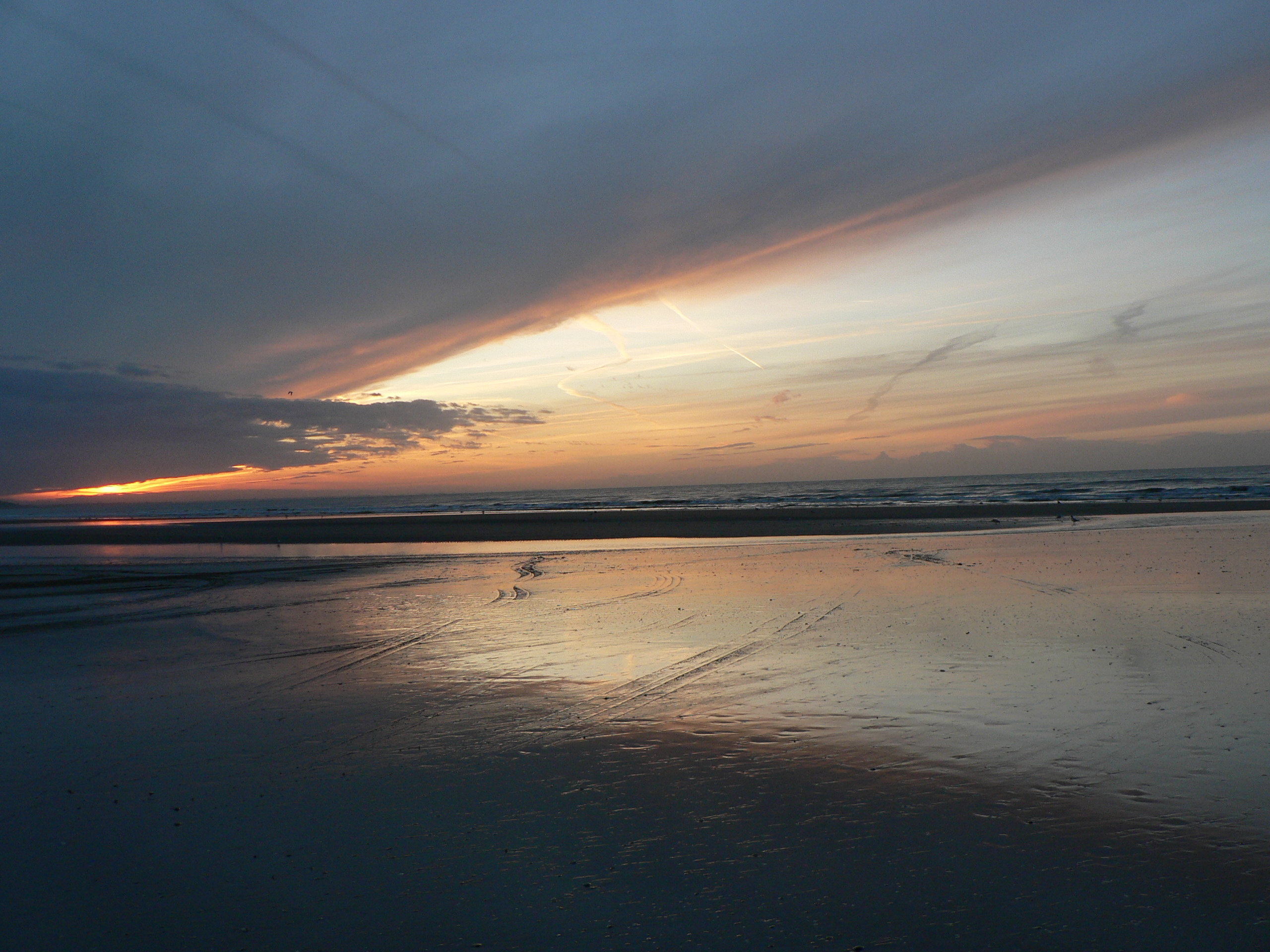

## Histoire

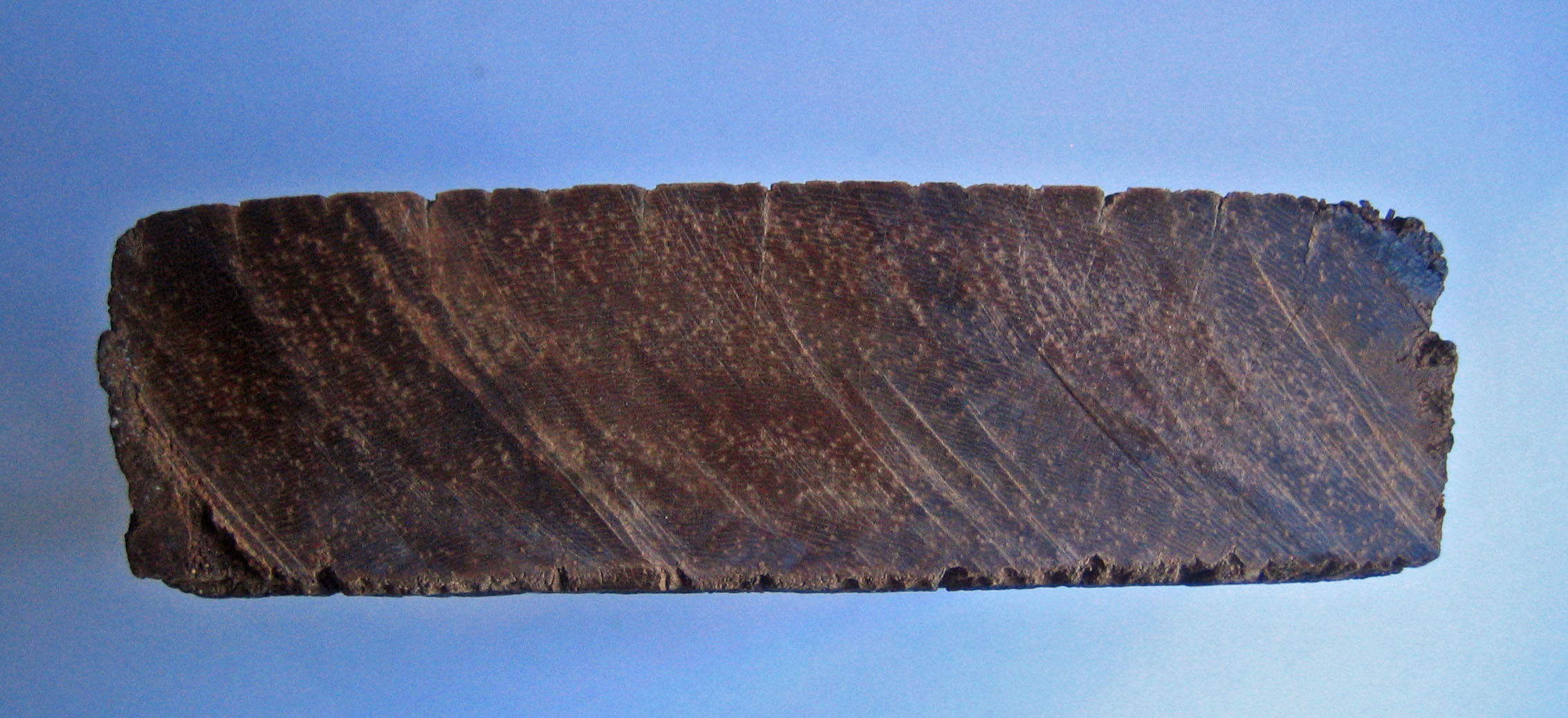
Coupe d'une planche d'azobé

En 1921 (au début des Années folles), la station balnéaire de Deauville (connue entre autres pour ses plages, l'hippodrome de Deauville-La Touques, le casino et le palace Normandy à 200 km de Paris) souhaite remplacer l’établissement de bains et ses cabines de bois vétustes, conçus en 1912 par Georges Wybo, par un nouveau bâtiment. Le maire de la ville Eugène Colas lance alors un concours qui réunit quinze architectes. Il est remporté par l'architecte parisien Charles Adda qui édifie sur la plage de Deauville l'établissement Art déco des « bains pompéiens », avec des boutiques, café-bar, bains de vapeur, piscine, et 250 cabines de bain groupées en îlots autour de jardins ou de bassins, que délimite un réseau de galeries à portiques. Cette architecture moderne achevée en 1922 associe le béton blanc et la polychromie des mosaïques aux couleurs de la mer. L'architecte crée en 1923 une promenade longue de 643 m pour permettre aux femmes de profiter du bord de mer sans risquer de salir leurs grandes robes dans le sable. L'ensemble est inauguré le 5 juillet 1924. Face au succès rencontré, l'établissement est agrandi en 1928.

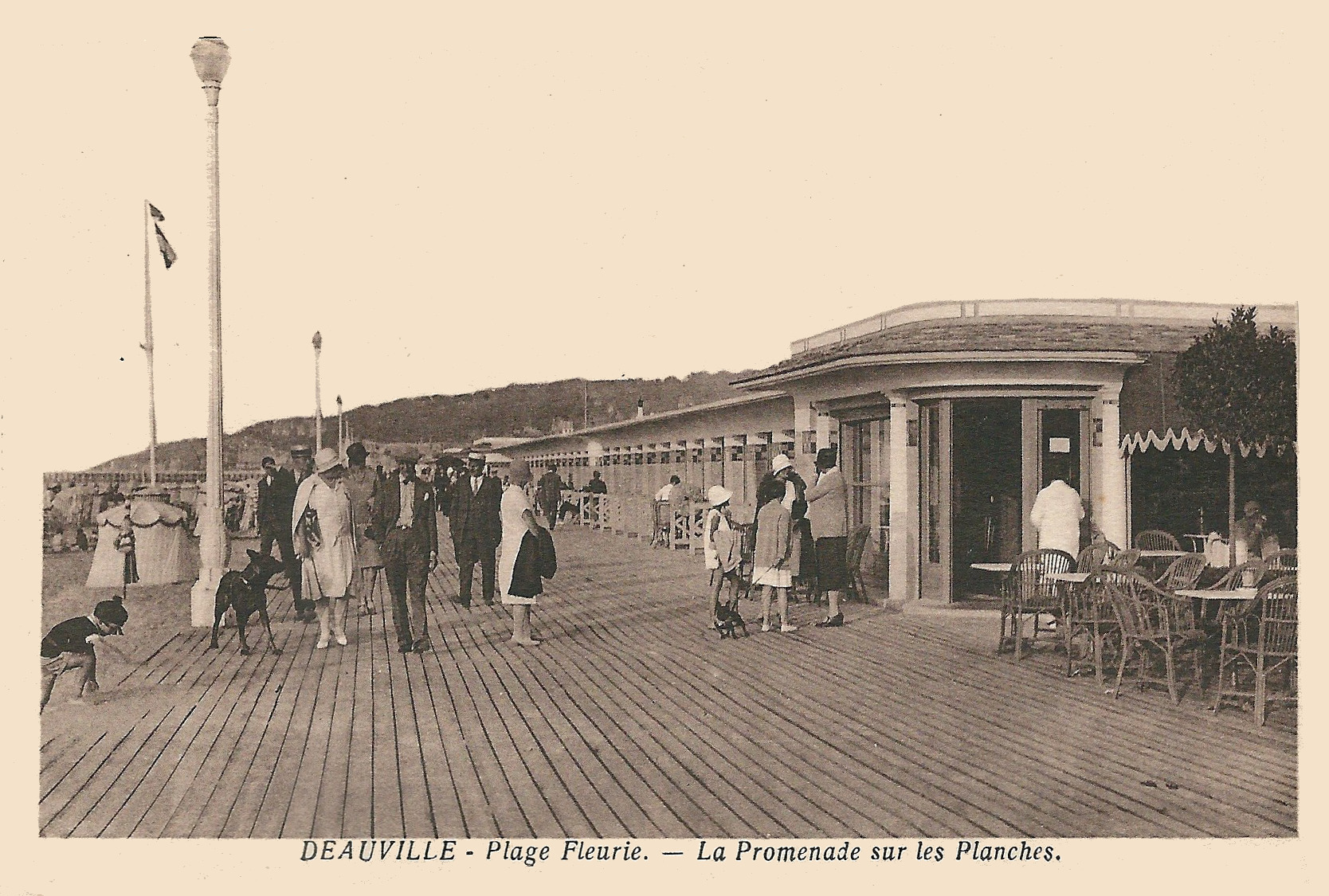
Les Planches vers 1930
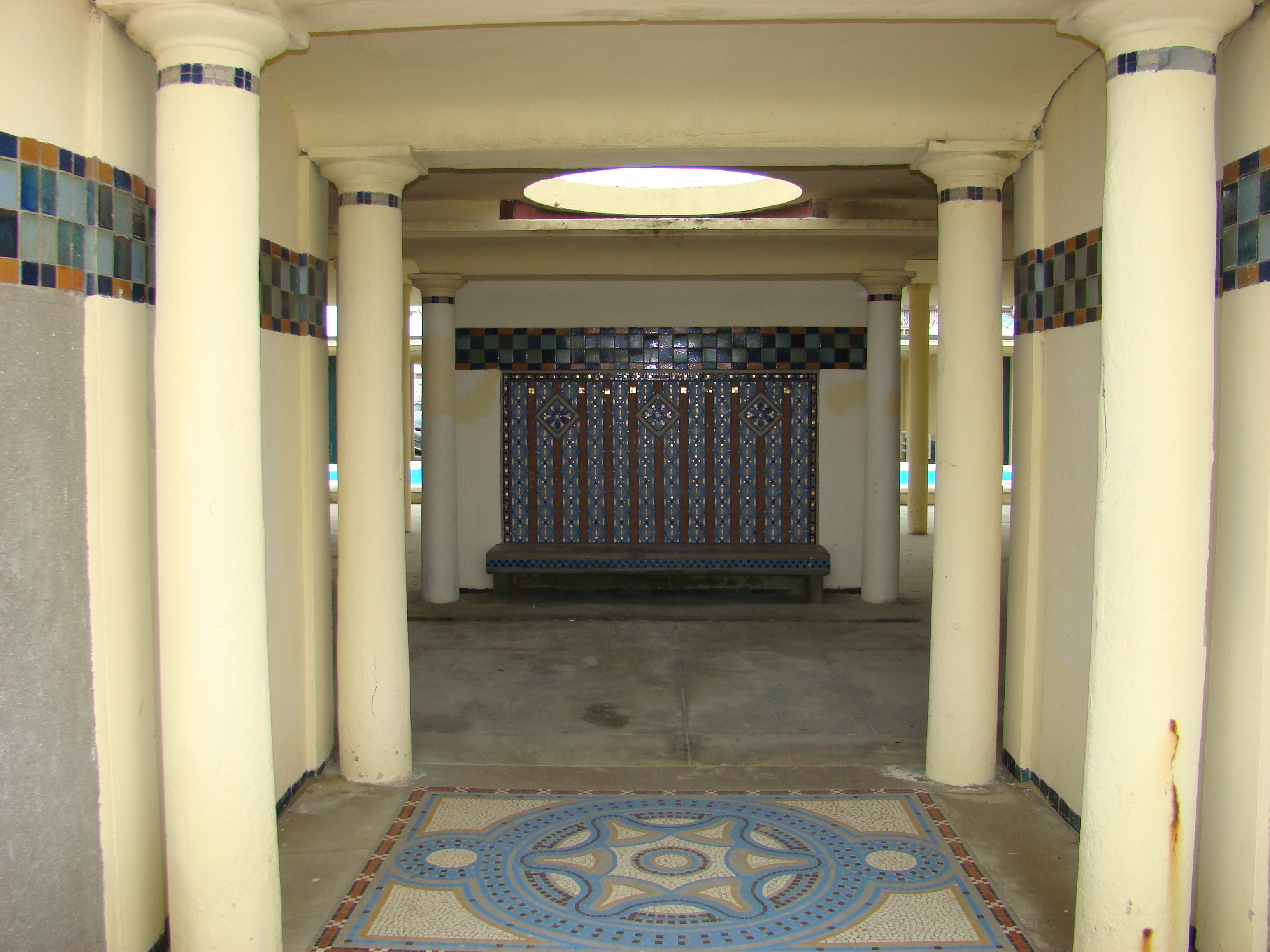
Bains pompéiens.
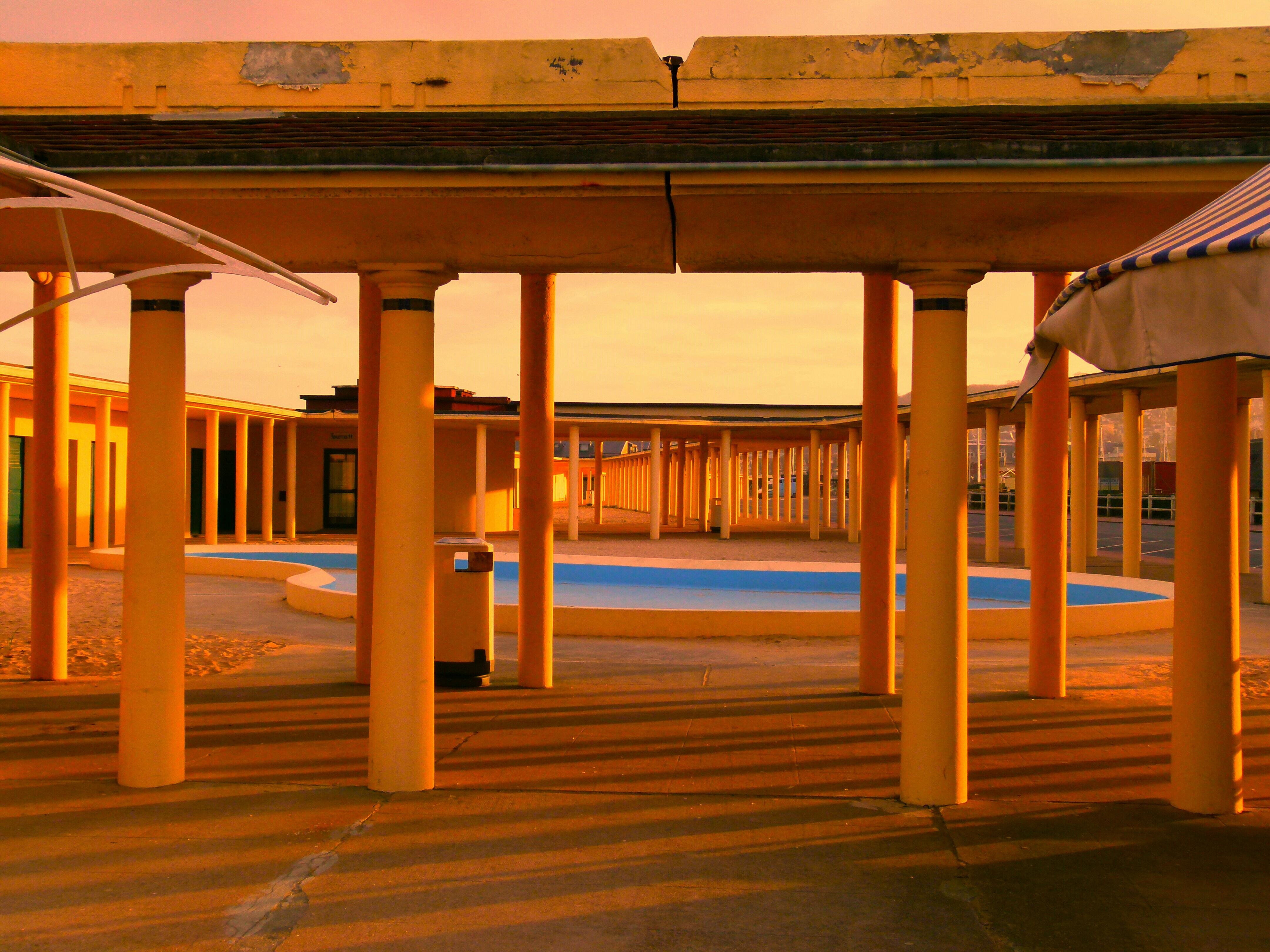
Bains pompéiens.
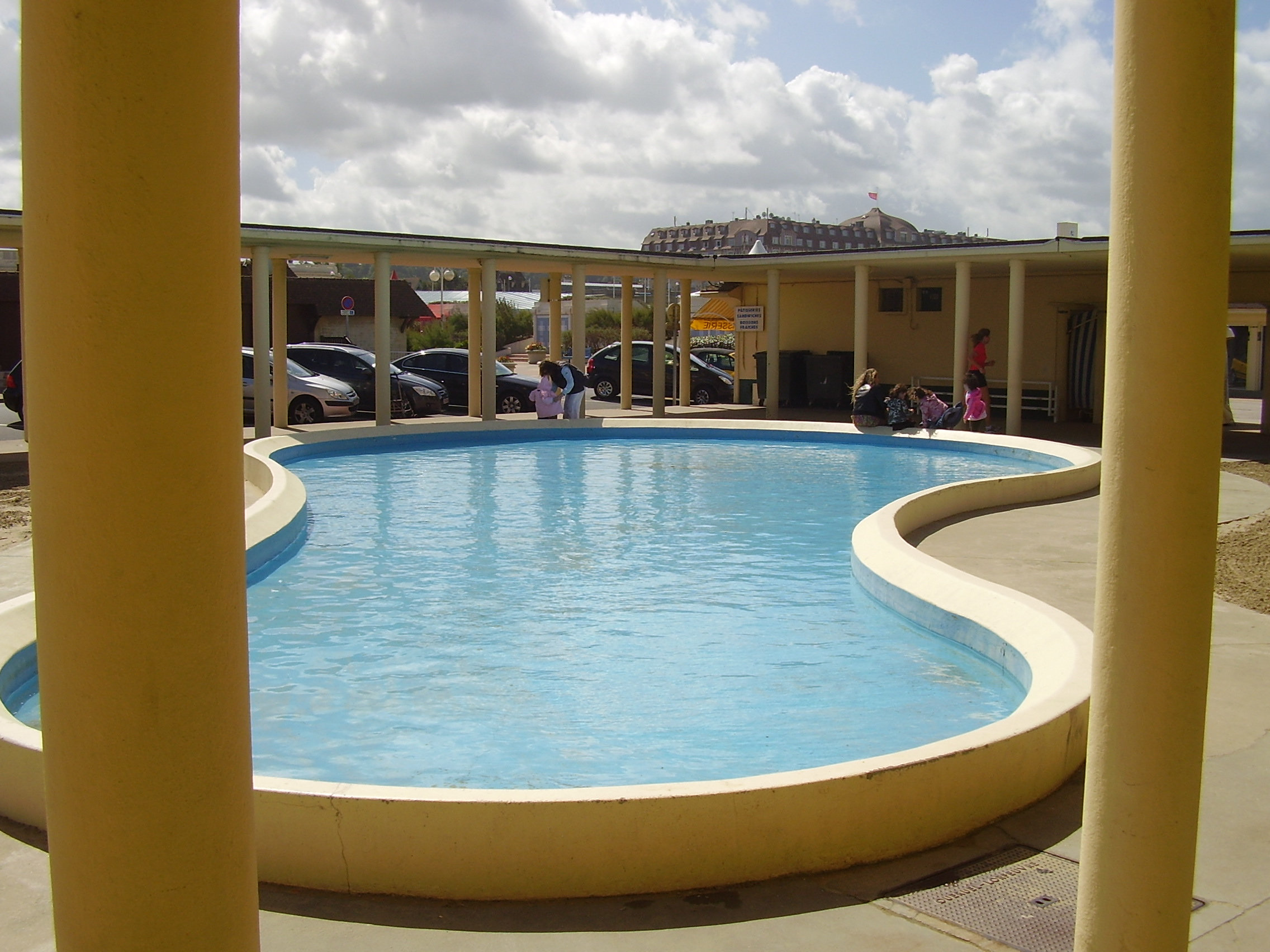
Bains pompéiens.
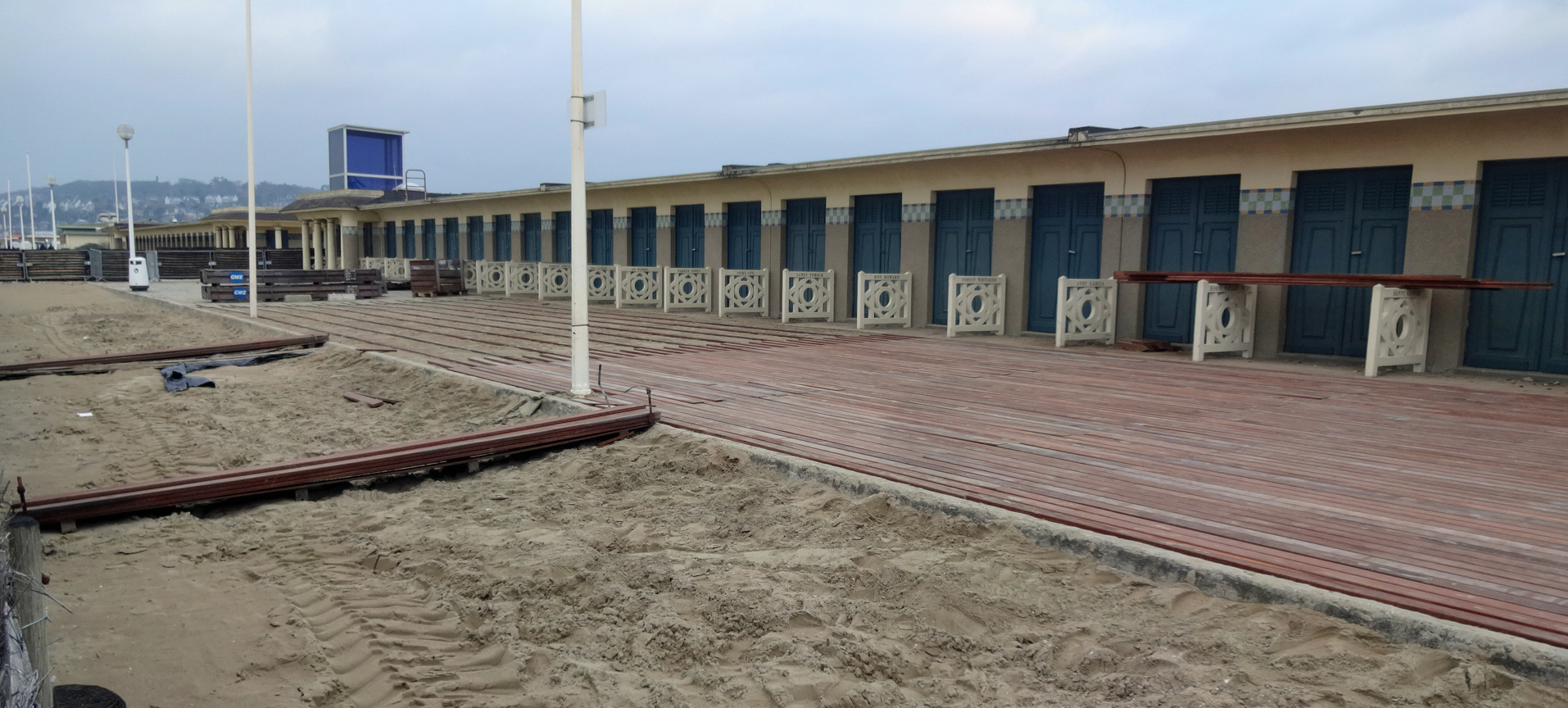
Réfection en 2014

La promenade des Planches est un des lieux emblématiques de Deauville, au même titre que la promenade des Anglais de Nice, ou la croisette à Cannes. Depuis la création de la station balnéaire, le Tout-Paris et de nombreuses stars internationales ont parcouru cette plage et sa promenade, dont Lauren Bacall, Elizabeth Taylor, Yul Brynner, Buster Keaton, Joséphine Baker, Mistinguett, Sacha Guitry, André Citroën, Coco Chanel, Françoise Sagan, Kirk Douglas, Nicole Kidman, Sylvester Stallone, Clint Eastwood, Tom Hanks, Harrison Ford, Steven Spielberg, John Travolta, Pierce Brosnan, Robert De Niro... Le 25 mai 1987, la reine Élisabeth II du Royaume-Uni s'y est promenée en Rolls-Royce, sans fouler le sol, par dérogation spéciale.
Deux bars, le bar de la Mer et le bar du Soleil, et un restaurant, le Ciro's, appartenant tous les trois au Groupe Barrière, constituent des haltes sur les Planches. Proche du centre-ville, le centre international de Deauville, le casino de Deauville, l'hôtel de prestige Normandy Barrière et l'hippodrome sont construits à proximité, dans un décor de maisons normandes.

## Au cinéma

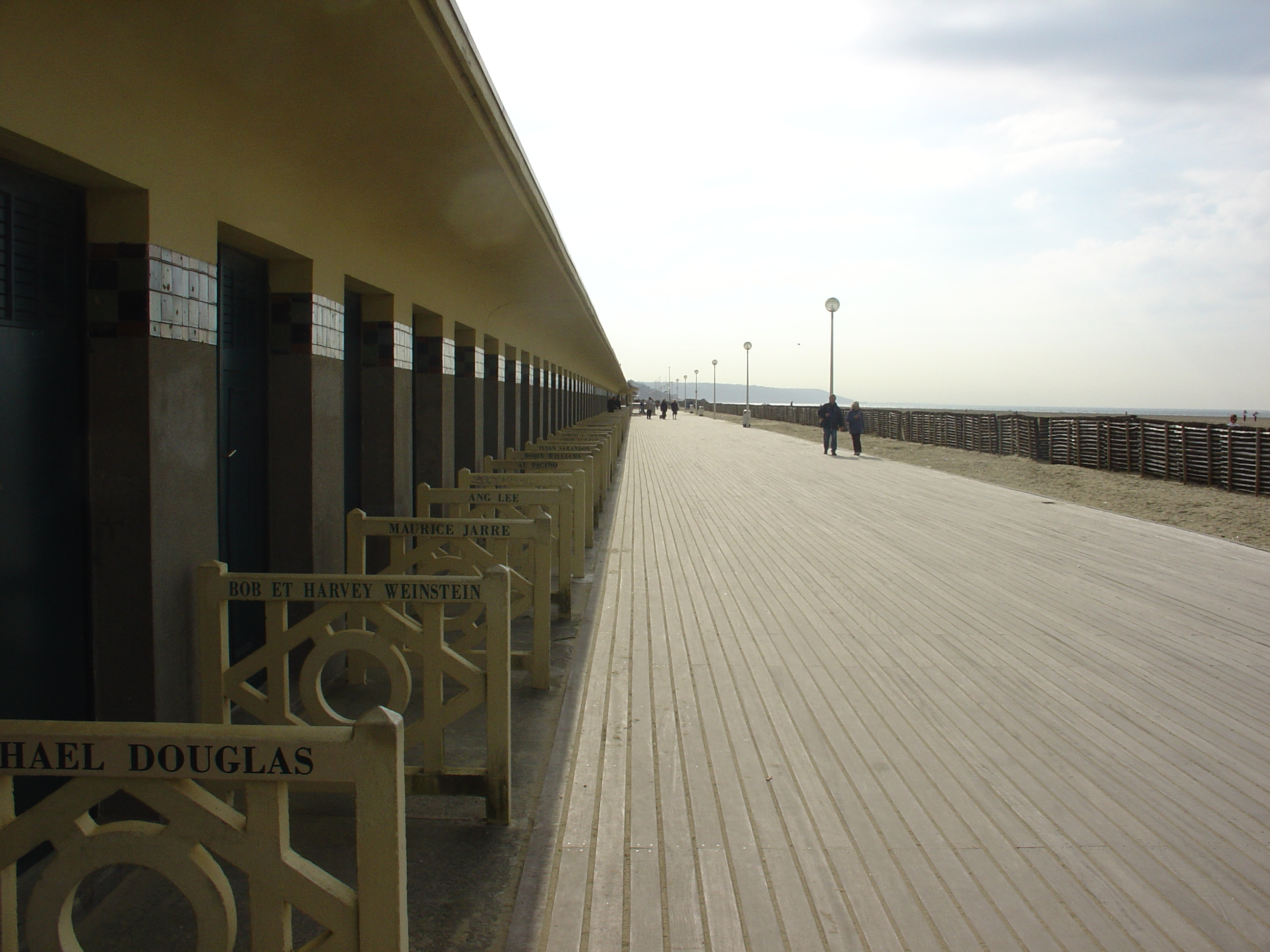
Liste des noms d'acteurs et réalisateurs du Festival du cinéma américain de Deauville, peints sur les « lices » des 450 cabines de bain des Planches

En 1966, les Planches deviennent un lieu emblématique mondial, avec le succès international du film Un homme et une femme, de Claude Lelouch, histoire d'amour sur cette plage des acteurs Jean-Louis Trintignant et Anouk Aimée, avec la Ford Mustang 184 du rallye de Monte-Carlo, sur fond de chabadabada et d'hôtel Normandy… (palme d'or du festival de Cannes 1966, Oscar du meilleur film international et Oscar du meilleur scénario original 1967…).
En 1975, Deauville crée le festival du cinéma américain. À partir des années 1990, les noms des plus grands acteurs et réalisateurs ayant participé au festival sont peints sur les « lices » des 450 cabines de bain qui bordent la promenade de bois, en présence des stars américaines récompensées (d'après une idée de la maire Anne d'Ornano en 1987),.
- 1966 : Un homme et une femme, de Claude Lelouch
- 1971 : Les Amis, de Gérard Blain
- 1986 : Un homme et une femme : Vingt ans déjà, de Claude Lelouch
- 2019 : Les Plus Belles Années d'une vie, de Claude Lelouch